# Кунстхалле Базеля
Кунстхалле в Базеле (нем. Kunsthalle Basel) — художественный музей в швейцарском городе Базель, открытый в 1872 году по совместной инициативе обществ «Basler Kunstvereins» и «Basler Künstlergesellschaft»; расположен рядом с городским театром и концертным залом «Stadtcasino»; Базельская художественная галерея является местом для проведения выставок современного искусства, а также — пространством для дополнительной программы, которая включает в себя концерты, выступления, кинопоказы и иные мероприятия.

## История и описание
История Кунстхалле в Базеле началась в первой половине XIX века, в 1839 году — с создания в городе художественного объединения «Basler Kunstverein»; в 1864 году в Базеле было организовано общество «Basler Künstlergesellschaft». В 1872 году организации объединились и весной президент «Basler Kunstverein» Иоганн Якоб им Хоф (1815—1900) сформулировал программу и функции галереи Kunsthalle: «обеспечить место для демонстрации произведений изобразительного искусства — место, способствующее распространению культуры и поощряющее интерес как к нашему родному городу, так и к развитию дружеских отношений между художниками и любителями искусства».
Уже в XX веке, в 1920-х и 1930-х годах — до открытия нового здания Художественного музея Базеля — Кунстхалле хранил у себя и выставлял публичную коллекцию произведений искусства города. В связи со сложным финансовым положением галереи, сложившемся после Второй мировой войны, здание Кунстхалле в 1950-х годах было временно сдано в аренду государственным органам кантона (в те годы звучало и предложение снесите здание, чтобы интегрировать площадку в предлагавшийся новый высотный комплекс для коммерческого института); после ремонта 1969 года оно вернулось в собственность «Базельской художественной ассоциации». Руководитель кунстхалле Роберт Штоль (Robert Thomas Stoll-Baur, 1919—2006) был активен в «пересечении границ» между искусством и другими областями мировой культуры — он проводил выставки православных икон (1952) и даже древнеегипетского искусства (1953).
Само здание было построено в период между 1869 и 1872 годами — строительство финансировалось с городских доходов от двух паромных переправ через Рейн. Проект был создан базельским архитектором Иоганном Якобом Штелином-Буркхардтом (1826—1894); к оформлению галереи были привлечены многие художники — такие как Арнольд Бёклин, Карл Брюннер (1847—1918), Эрнст Штюкельберг и Шарль Игуэль (Charles François Marie Iguel, 1827—1897). Первый этаж здания был отведён проектом под клуб любителей искусства — сегодня в нём функционирует ресторан «Restaurant Kunsthalle».

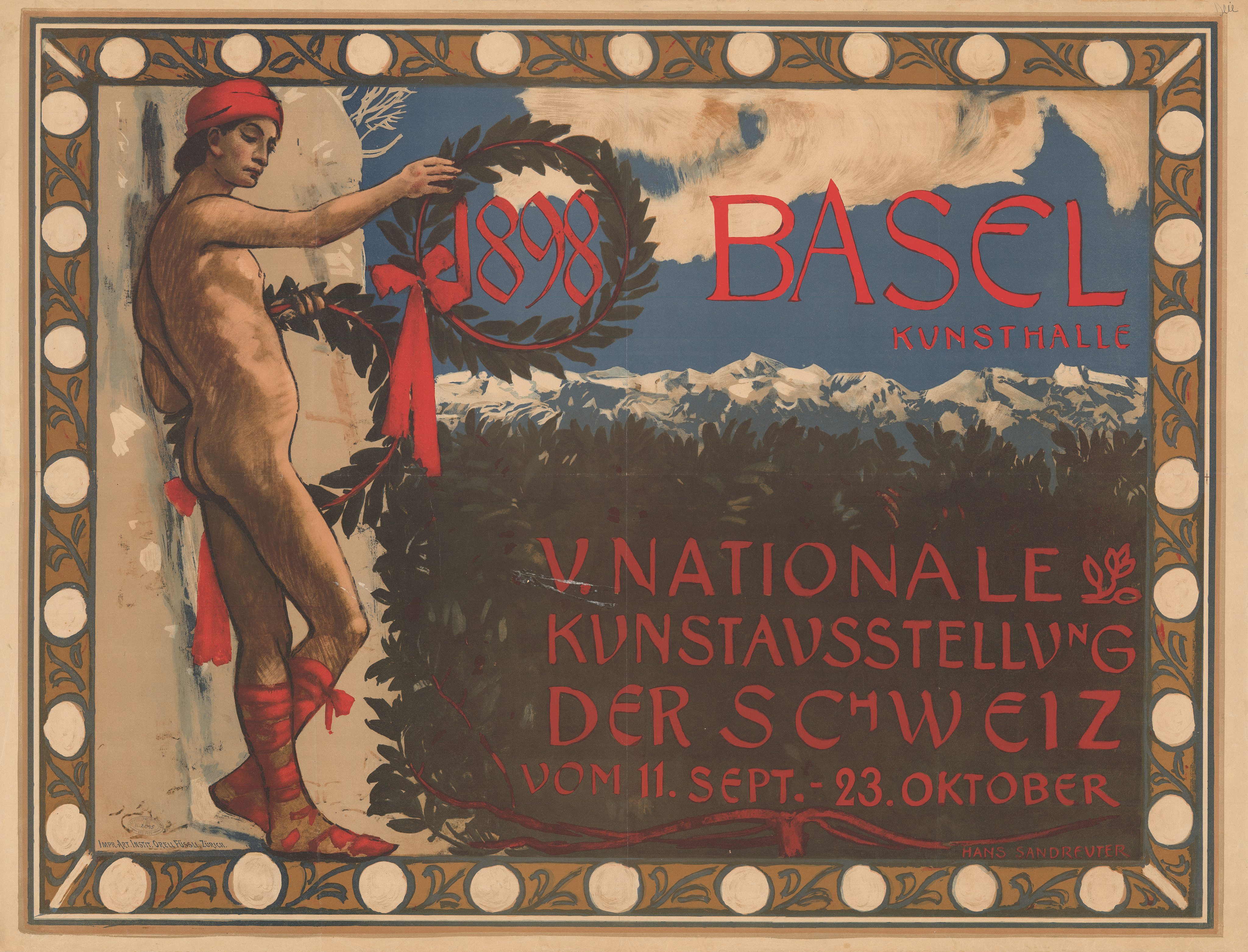
Выставочный плакат Кунстхалле Базеля (1898)

В период до 1927 года здание неоднократно расширялось, чтобы вместить дополнительные помещения — включая мастерскую скульпторов и зал для скульптуры; сегодня здесь располагается «Stadtkino Basel». В 1969—1973 годах кунстхалле был впервые капитально отремонтирован — непредвиденное удвоением стоимости ремонта стало одной из причин отставки директора. Библиотека по искусству, чьи фонды начали формироваться в год основания «Basler Kunstverein», в настоящее время разместилась в помещении бывшего смотрителя (с 1992) — её деятельность сосредоточена на публикации работ по современному искусству.
В 2004 году Кунстхалле пережил второй масштабный ремонт — он был выполнен по проекту базельского архитектурного бюро «Miller & Maranta». Сложность состояла в том, чтобы сохранить архитектуру здания XIX века, обновив его под требования современных выставок. Первоначальный смысл Штелина-Буркхардта и функции здания, то есть взаимодействие архитектуры и искусства, предполагалось сохранены «наилучшим образом». В связи с реконструкцией Швейцарский музей архитектуры (Schweizerisches Architekturmuseum), созданный в 1984 году, был перенесён на первый этаж обновлённой галереи.
По состоянию на 2019 год Кунстхалле проводится до десяти временных выставок в год, демонстрируя работы как известных авторов, так и начинающих художников; швейцарские и международные авторы имеют возможность продемонстрировать публике свои произведения. Открытия выставок часто сопровождаются выступлениями самих художников, лекциями и кинопоказами; галерея продолжает оставаться местом встречи авторов и любителей современного искусства — и площадкой для его обсуждения.

### Stadtkino Basel
Кинотеатр «Stadtkino Basel» является одним из четырех ключевых кинотеатров в Швейцарии: рассматривая фильмы как форму искусства, он представляет около 300 кинокартин в сезон — в рамках ежемесячно меняющихся серий. Ретроспективные обзоры ключевых персоналий (актёров, режиссеров), определивших развитие кинематографа в XX веке, сменяются экспериментальными работами современных режиссеров и тематическими сериями. Согласно требованиям музея, фильмы показываются либо в оригинальной версии, либо в лучшем качестве из доступного.
С помощью специальных мероприятий — таких как лекции, фестивали или музыкальные показы — Stadtkino пытается вдохновить художественную культуру города. Регулярно приглашая ключевых международных и швейцарских режиссёров, кинотеатр стремиться дать зрителям возможность напрямую пообщаться с ними, а также — с другими современными кинематографистами и актерами.